# Konfrontasi
De Konfrontasi betreft de niet-officieel verklaarde oorlog - "confrontatie" - van 1963 tot 1966 tussen de republiek Indonesië en de nieuwe, Brits gesteunde federatie Maleisië en het sultanaat Brunei.

## Geschiedenis
De federatie Maleisië werd gecreëerd in 1963. Indonesië had in 1945 eenzijdig de onafhankelijkheid uitgeroepen en werd vanaf 1949 door Nederland erkend. De bevolking en de taal van Maleisië en Indonesië lijken sterk op elkaar. Maleisië en Indonesië grenzen aan elkaar in Borneo. Verder ging het in Indonesië in deze tijd slecht met de economie en trachtte de Indonesische president Soekarno de aandacht daarvan af te leiden. Nederlands-Nieuw-Guinea - inmiddels in Indonesische handen - kon deze rol niet langer vervullen. Wel voelde Soekarno zich gesterkt door de recente diplomatieke overwinning op Nederland en meende hetzelfde kunststukje met Maleisië te herhalen. Indonesië zag zichzelf als de belangrijkste staat en de regio en wilde vooral deze positie jegens de koloniale machten en regionale concurrenten Maleisië en de Filipijnen bevestigen. Hij ging daarom al snel de confrontatie aan met Maleisië en het koninkrijk Brunei, wat hij (in het Nederlands) verwoordde met: "verpletter Maleisië!".
In 1962 vond er een opstand plaats in Brunei. Door Indonesië gesteunde linkse rebellen vielen diverse plaatsen aan en probeerden gijzelaars gevangen te nemen. De opstand werd snel onderdrukt door Britse troepen, waaronder Gurkha's.
Meerdere aanvallen op Maleisisch grondgebied vonden plaats tot 1966 door Indonesische troepen en door Indonesië bewapende linkse rebellen. Alle aanvallen werden afgeslagen door Maleisië en haar koloniale bondgenoten, Groot-Brittannië (Verenigd Koninkrijk), Australië en Nieuw-Zeeland. China en de Sovjet-Unie steunden Indonesië in de hoop hun invloed in de regio via Soekarno uit te breiden. De Filipijnen sloten zich hierbij aan hoewel dit land bepaald niet pro-communistisch was. Omdat de Filipijnen ook een claim had op Sabah hadden hoopte men in geval van een Indonesische overwinning een graantje mee te pikken en deze claim te verzilveren. 
In 1965 waren de interne spanningen in Indonesië hoog opgelopen. De PKI was steeds machtiger geworden. Er volgde een bijzonder gewelddadige staatsgreep. Daarin werd Soekarno afgezet door generaal Soeharto en vervolgens werden de communisten grondig opgeruimd. De Indonesische inzet en interesse werd onder het nieuwe prowesterse bewind snel minder, waarna het conflict feitelijk eindigde.
Op 28 mei 1966 verklaarden beide regeringen op een conferentie in Bangkok dat het conflict voorbij was, maar het was op dat moment niet duidelijk of Soeharto, dan wel Soekarno nu de macht had in Jakarta. In juli was het duidelijk dat Soekarno's tijd voorgoed voorbij. Op 11 augustus werd er een vredesverdrag getekend dat twee dagen later werd geratificeerd. De verhouding met andere Austronesische staten in de regio was echter verslechterd: het idee van Maphilindo, een superstaat die de ganse Maleise archipel plus Malakka omvatte, was definitief van de baan nu alle staten definitief hun eigen weg volgden.

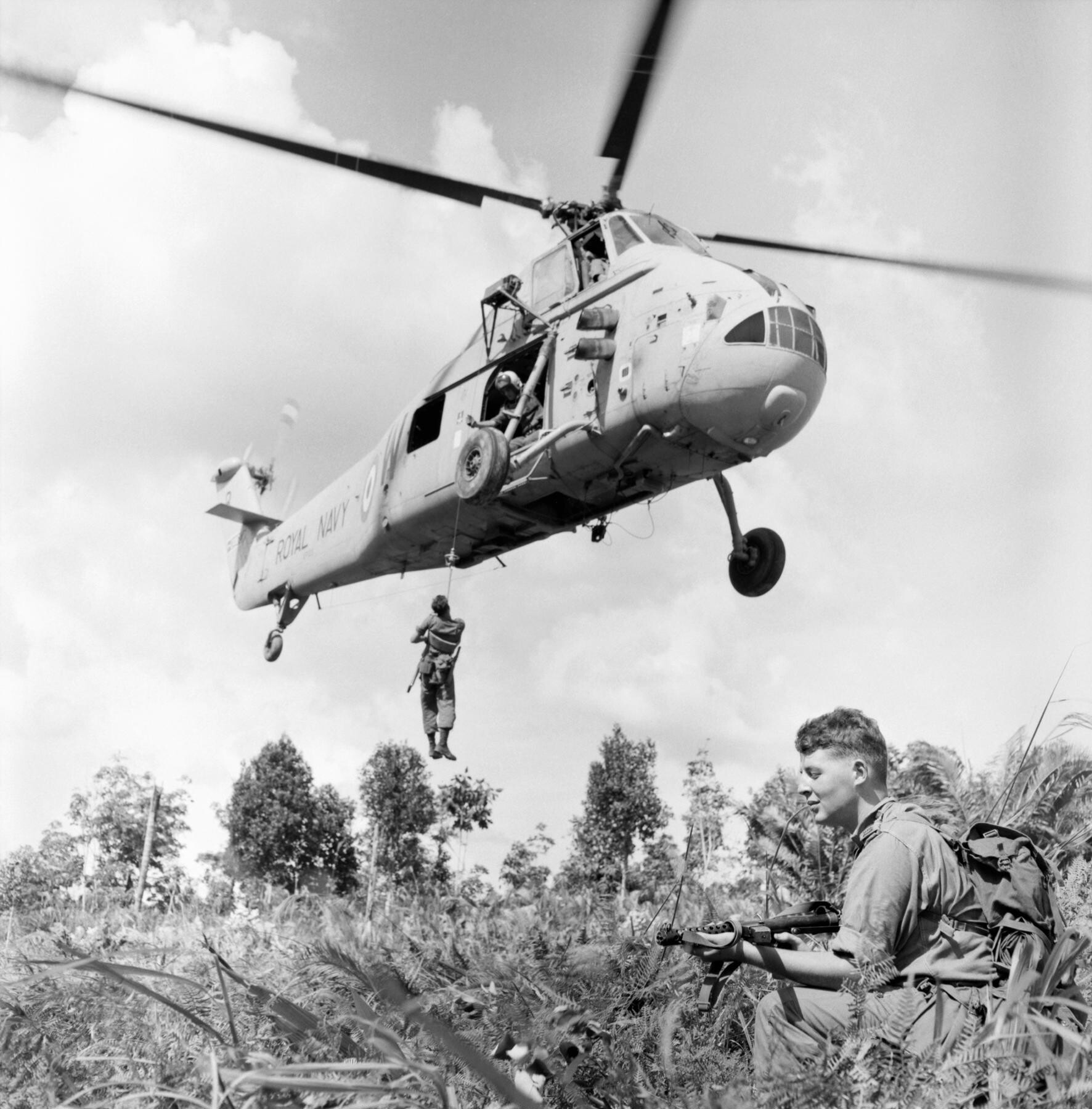
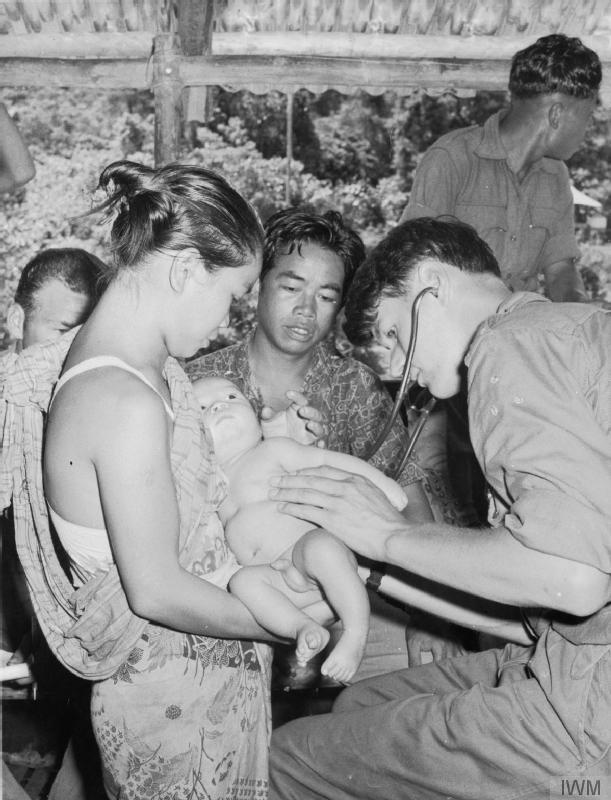
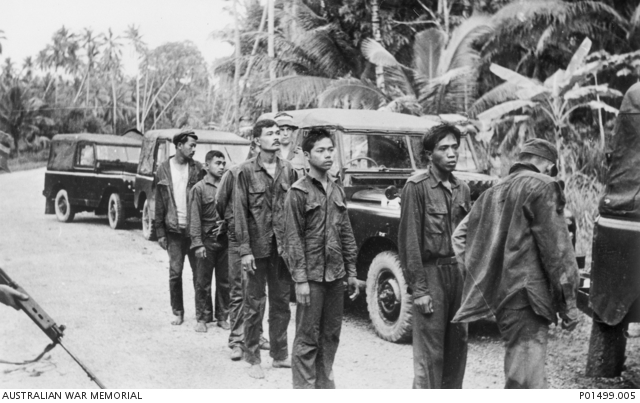
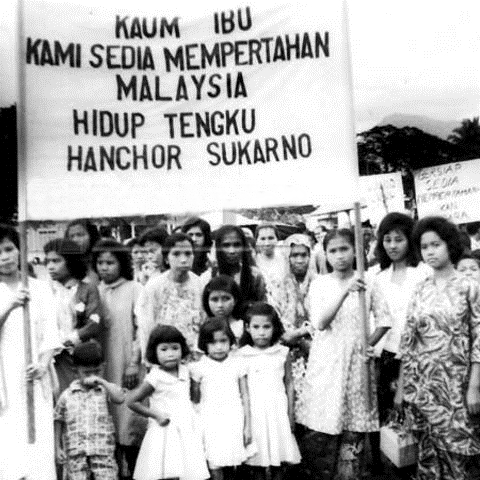
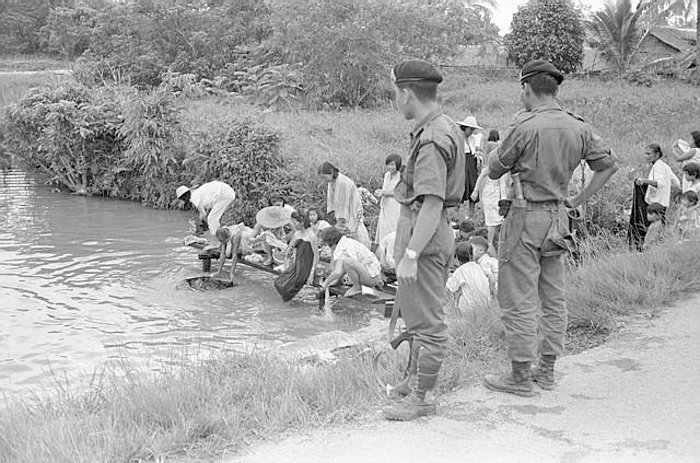